# 가야바 공업
가야바 공업 주식회사(KYB Corporation, 일본어: カヤバ工業株式会社)는 자동차 부품, 신칸센 부품, 항공기 부품, 건설기계 부품, 산업기계 부품, 면진 장치, 건설기계, 환경•산업기계 및 유압 시스템 제품 등을 제조하는 일본의 주식회사다. 통칭 회사명은 KYB 주식회사(일본어: KYB株式会社)다. 2005년 10월 1일부로 KYB로 통칭 회사명을 변경했다. 후요 그룹에 속한다.

## 역사

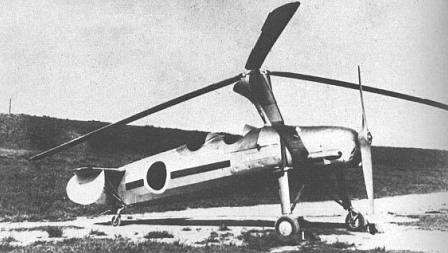
제2차 세계 대전 당시에 가야바 제작소(현 가야바 공업)가 생산한 일본 제국 육군의 카호 관측기(カ号観測機). 포병의 탄도 관측과 적군 잠수함 경계 관측에 사용됐다. 일본에서 실전 배치된 유일한 오토자이로다.

가야바 시로(萱場資郎)가 1919년에 설립한 가야바 발명연구소(萱場発明研究所)가 기업의 시초. 1927년 가야바 제작소(萱場製作所)를 설립. 1935년에 주식회사 가야바 제작소(株式会社萱場製作所)로 회사명을 변경했다. 제2차 세계 대전 당시에는 일본 제국 육군의 카호 관측기(カ号観測機)를 설계・생산했다. 카호 관측기는 일본에서 실전 배치된 유일한 오토자이로다.
1931년 일본 제국 육군의 반자동 38식 보병총 개발을 계획하여 38식 자동 소총 개발에 대한 특허를 출원했으며, 1936년 1월에는 일본 제국 육군의 출자로 일본 최초의 램제트엔진 요격기 카츠오도리 개발에 착수한다.
이 밖에도 일본 제국 육군의 전투기 제로센(零戦) 등에 사용되는 전투기용 완충기와 일본 제국 해군의 항공모함 캐터펄트(Aircraft catapult)를 생산하는 등 전시체제 일본의 대표적인 군수산업기업로 성장했다.
일본의 패전 후에는 이러한 기술력을 바탕으로 항공기, 신칸센, 선박, 자동차 등의 충격완화장치와 건설기계, 산업기계 등의 생산에 주력하고 있다.

## 주요 사업 분야
우주 로켓용 추진 제어기, 항공기・신칸센・자동차용 쇼크 업소버 및 건설•산업용 유압 펌프, 유압 모터 등을 생산한다. 선박 및 오토바이용 완충기 등도 생산한다. 자유 단면 굴삭기, 콘크리트 믹서차의 생산으로도 일본 국내 최대다. 지진에 대비한 고층 빌딩의 지진 충격 완화 장치 등도 생산하고 있다. 도쿄역과 도쿄 스카이 트리, 사이타마 슈퍼 아레나, 신주쿠 센터 빌딩, 신국립극장 등 일본의 대표적 건축물의 지진 충격 완화 장치와 간사이 국제공항의 지반침하 계측시스템은 가야바 공업이 담당했다. 또한, 쇼벨용 유압 실린더 및 쇼크 업소버의 그룹 총생산량은 세계 최대 규모. 대형 돔구장의 가동식 지붕 설계에도 주력하고 있다.

### 건설 기계, 산업 기계

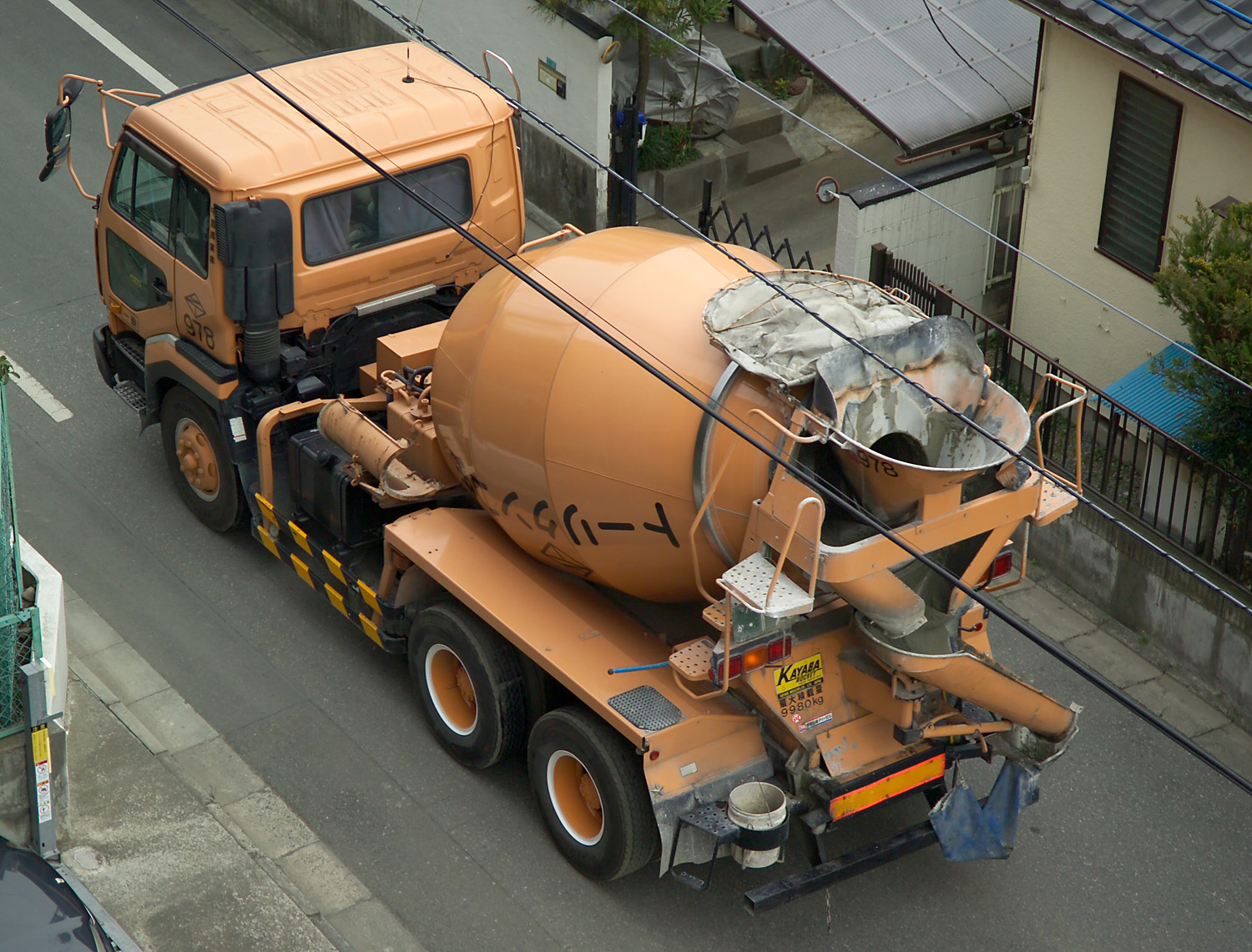
가야바 공업이 생산하는 콘크리트 믹서차.

터널 공사에 사용되는 자유 단면 굴삭기, HEP 머신 및 콘크리트 믹서차 등의 건설기계를 생산한다. 콘크리트 믹서차는 일본 국내 점유율 1위다(약 80%). 또한, 컨베어식 쓰레기 투입 검사기, 유기폐기물 고속 발효 처리 장치와 각종 산업 시험 장치 등의 환경•산업기계를 생산한다.

### 완충기(쇼크 업소버)
일본 국내 점유율은 약65%로 1위(2007년 6월 기준). 1950년대에는 70%에 달했지만, 그 후에도 항상 50% 이상의 점유율을 기록. 제2차 세계 대전 중에는 일본 제국 육군 전투기용 쇼크 업소버를 생산했으며, 종전 후에는 이러한 기술력을 항공기, 철도, 자동차 관련 사업으로 전환 시켰다.。
세계 시장 점유율은 약 22%로 2위를 기록.(2007년 6월 기준）。

## 과거의 항공기 생산
제2차 세계 대전 당시 일본 제국 육군을 위한 항공기 개발에 주력했으며, 기종은 아래와 같다.
- Kayaba Ku-1
- Kayaba Ku-2
- Kayaba Ku-3
- Kayaba Ku-4
- Kayaba Ka-Go
- Kayaba Ka-1
- Kayaba Ka-2
- Kimura HK-1

또한, 일본의 패전 후에는 제2차 세계 대전에서 축적한 기술력을 바탕으로 민간 항공 수송기 개발에 주력하여, 1952년 일본 최초의 복합 헬리콥터인 가야바 헬리플레인 개발에 착수했다. 복합 헬리콥터에 관심을 보인 일본 정부는 당시 가야바 공업에 200만엔의 개발 보조금을 교부하였다.
2년간의 개발을 거쳐 1954년 3월 테스트용 시험기를 완성, 민간 판매용 카탈로그 제작까지 끝마쳤으나, 시험 운전중 기체가 추락하는 사고가 발생했다. 이 결과 개발 계획은 중지됐으며, 일본 최초의 복합 헬리콥터의 개발은 막을 내렸다.

## 연혁
- 1919년 11월 - 창업자 가야바 시로(萱場資郎)가 가야바 발명 연구소(萱場発明研究所)를 개설.
- 1927년 1월 - 가야바 제작소(萱場製作所)를 창립.
- 1931년 38식 보병총의 반자동화 기술 특허 신청. 38식 개조 자동 소총 개발 착수.
- 1935년 3월 - 주식회사 가야바 제작소(株式会社萱場製作所) 설립. 일본 제국 육군의 오토자이로 카호 관측기(カ号観測機)를 생산. 일본 제국 해군 항공기용 유압 완충기(오레오)와 항공모함 캐터펄트(Aircraft catapult) 등을 생산.
- 1936년 1월 - 일본 제국 육군의 출자로 일본 최초의 램제트엔진 요격기 카츠오도리 개발에 착수.
- 1948년 11월 - 가야바 공업 주식회사(萱場工業株式会社)로 사명 변경. 쇼크 업소버의 양산 개시.
- 1952년 일본 최초의 복합 헬리콥터인 가야바 헬리플레인 개발에 착수.
- 1958년 3월 - 광산용 기기 설계•판매 회사 일본광기 주식회사(日本鉱機株式会社)를 설립.
- 1959년 10월 - 도쿄 증권거래소에 주식 상장.
- 1970년 6월 - 타이완에 자본 참가.
- 1974년 7월 - 미국에 판매 회사 설립.
- 1976년 2월 - 인도네시아에 완충기 생산 회사를 합병 설립.
- 1983년 6월 - 스페인에 완충기 생산 회사를 공동 매수.
- 1983년 8월 - 말레이시아에 완충기 생산 회사를 합병 설립.
- 1985년 10월 - 상호를 가야바 공업 주식회사(カヤバ工業株式会社)로 변경.
- 1986년 11월 - 미국에 완충기 생산 회사를 설립.
- 1986년 6월 - 독일에 판매 회사를 설립.
- 1996년 1월 - 타이에 완충기 생산 회사를 합병 설립.
- 1996년 6월 - 스페인에 자동차용 유압기기 생산 회사를 합병 설립.
- 1996년 10월 - 타이에 자동차용 유압기기 생산 회사를 합병 설립.
- 2001년 11월 - 미국의 자동차용 유압기기 생산 회사를 단독 자회사화.
- 2002년 10월 - 베트남에 이륜차용 완충기 생산 회사를 설립.
- 2002년 12월 - 중국에 자동차용 완충기 생산 회사를 설립.
- 2004년 2월 - 중국에 산업용 유압기기 생산 회사를 설립.
- 2004년 7월 - 관련 회사를 재편해 가야바 시스템 머신너리를 설립.
- 2004년 11월 - 중국에 판매 회사를 설립.
- 2004년 12월- 멕시코에 판매 회사를 설립.
- 2005년 2월 - 타이에 판매 회사를 설립.
- 2005년 3월 - 新경영 이념•경영 비젼 제정.
- 2005년 10월 - 창립 70주년. 통칭 사명을 KYB 주식회사로 변경. 회사명과 회사 로고를 일신. 상호는 종래의 가야바 공업 주식회사로 남겨둠.
- 2006년 9월 - 극동개발공업의 콘크리트 믹서 트럭 생산 중지에 따라 동사에 OEM 공급을 개시.
- 2008년 8월 - 중국에 철도 기기 및 이륜차용 완충기 생산•판매 회사를 합병 설립.
- 2008년 10월 - 스페인에 자동차용 완충기 생산•판매 회사를 설립.
- 2009년 12월 - 독일에 유럽 통괄 회사를 설립.
- 2010년 12월 - 중국에 통괄 회사를 설립.
- 2011년 1월 - 파나마에 시판용 유압완충기 판매 회사를 설립.
- 2011년 5월 - 남미에서의 사업 확대에 따라 브라질 현지 법인을 대한민국 만도와 합병 회사화.
- 2011년 7월 - 자동차•이륜차용 기기 전용 테스트 코스 「KYB 개발 실험 센터」 설립.
- 2011년 10월 - 미국의 계열사들을 합병, 상호를 「KYB Americas Corporation」으로 변경.
- 2011년 10월 - 공업 기계 센터 설립.
- 2012년 4월 - 전자 기술 센터 설립.
- 2012년 4월 - 네덜란드에 유럽 통괄 회사를 설립.
- 2012년 7월 - 러시아에 사륜차용 현가 바네 생산•판매 회사를 설립.
- 2012년 10월 - 멕시코에 유압기기 생산•판매 회사를 설립.
- 2012년 12월 - 인도에 이륜차용 유압 완충기 생산•판매 회사를 설립.
- 2013년 1월 - 체코에 사륜차용 현가 바네 생산•판매 회사 설립.
- 2013년 6월 - 인도의 콘크리트 건설기기 메이커의 주식을 취득, 자회사화.
- 2013년 10월 - 인도네시아에 유압기기 생산•판매 회사를 설립.

## 일본 국내 주요 개발·생산 거점
- 사가미하라 공장 - 가나가와현 사가미하라시
- 구마가야 공장 - 사이타마현 후카야시
- 야마토 공장 - 가나가와현 야마토시
- 기후 남(南) 공장 - 기후현 가니시
- 기후 북(北) 공장 - 기후현 가니시
- 기후 동(東) 공장 - 기후현 가니시
- 미에 공장 - 미에현 쓰시
- 미에 서(西) 공장 - 미에현 쓰시
- 기반 기술 연구소 - 가나가와현 사가미하라시
- 생산 기술 연구소 - 기후현 가니시
- KYB 개발 실험 센터 - 기후현 가모 군
- 공업 기기 센터 - 기후현 가니시
- 전자 기술 센터 - 가나가와현 사가미하라시

## 해외 거점
Asia
- 태국

KYB (Thailand) Co., Ltd.
- 태국

KYB Steering (Thailand) Co., Ltd.
- 태국

KYB Asia Co., Ltd.
- 태국

KYB Asia Co., Ltd. ASEAN Purchasing Center
- 태국

KYB Technical Center (Thailand) Co., Ltd.
- 말레이시아

KYB-UMW Malaysia Sdn. Bhd.
- 말레이시아

KYB-UMW Steering Malaysia Sdn. Bhd.
- 인도네시아

PT. Chita Indonesia
- 인도네시아

PT KYB HYDRAULICS MANUFACTURING INDONESIA
- 인도네시아

PT. Kayaba Indonesia
- 중국

KYB Industrial Machinery (Zhenjiang) Ltd.
- 중국

KYB Hydraulics Industry (Zhenjiang) Ltd.
- 중국

KYB Trading (Shanghai) Co., Ltd.
- 중국

KK Hydraulics Sales (Shanghai) Co., Ltd.
- 중국

Wuxi KYB Top Absorber Co., Ltd.
- 중국

Changzhou KYB Leadrun Vibration Reduction Technology Co., Ltd.
- 중국

KYB (China) Investment Co., Ltd.
- 대만

KYB Manufacturing Taiwan Co., Ltd.
- 베트남

KYB Manufacturing Vietnam Co., Ltd.
- 베트남

Takako Vietnam Co., Ltd.
- 인도

KYB Motorcycle Suspension India Pvt. Ltd.
- 인도

KYB-Conmat Pvt. Ltd.
- 아랍에미리트

KYB Middle East F.Z.E.
Europe
- 네덜란드

KYB Europe Headquarters B.V.
- 독일

KYB Europe Headquarters GmbH
- 독일

KYB Europe GmbH
- 스페인

KYB Suspensions Europe, S.A.
- 스페인

KYB Steering Spain, S.A.
- 스페인

KYB Advanced Manufacturing Spain S.A.
- 스페인

KYB Iberia
- 러시아

LLC KYB Eurasia
- 러시아

KYB Moscau
- 러시아

KYB Eurasia Vladivostok
- 우크라이나

KYB Ukraine
- 루마니아

KYB Rumania
- 체코

KYB CHITA Manufacturing Europe s.r.o
- 체코

KYB Manufacturing Czech, s.r.o.
- 폴란드

KYB Poland
- 영국

KYB UK
- 프랑스

KYB France
- 이탈리아

KYB Italy
- 튀르키예

KYB Suspansiyon Sistemleri Sanayi ve Ticaret, A.S.
America
- 미국

KYB Americas Corporation (Indiana)
- 미국

KYB Americas Corporation (Detroit Branch)
- 미국

KYB Americas Corporation (Chicago)
- 미국

TSW Products Co., Inc.
- 미국

Kayaba International America Inc.
- 멕시코

KYB Mexico S.A. de C.V.
- 멕시코

KYB Latinoamerica, S.A. de C.V.
- 브라질

KYB-Mando do Brasil Fabricante de Autopeças S.A.
- 브라질

COMERCIAL DE AUTOPEKAS KYB DO BRASIL LTDA.
- 파나마

KYB Panamá, S.A.

## 같이 보기
- 완충기
- 현가장치

## 참고 문헌
- 戸田大八郎「発明王・萱場資郎と知られざる秘密航空兵器」

潮書房『丸』2000年1月号 No.645　p160～p169